# Wolseley 12/16
Der Wolseley 12/16 war ein Mittelklasse-Pkw, den Wolseley 1910/1911 als kleines Vierzylindermodell herausbrachte.
Er besaß einen Vierzylinder-Blockmotor mit 2226 cm³ Hubraum und seitlich stehenden Ventilen (sv). Das Fahrgestell besaß einen Radstand von 2819 mm. Die Aufbauten waren 3861 mm lang und 1575 mm breit. Das Gewicht des Fahrgestells lag bei 762 kg.
Im Modelljahr 1912 wuchs der Hubraum auf 2373 cm³. Dann wurde das Modell ersatzlos eingestellt.